# Solenoptera sulcicollis
Solenoptera sulcicollis là một loài bọ cánh cứng trong họ Cerambycidae.